# 5º Reggimento bersaglieri
Il 5º Reggimento bersaglieri è stata un'unità del Regio Esercito Italiano costituita nel 1861. A seguito della sua sostanziale disgregazione conseguente ai combattimenti sul fronte dell'Africa settentrionale fu sciolta in Tunisia nel maggio 1943. Il suo motto era "Nulla Via Impervia".

## Storia

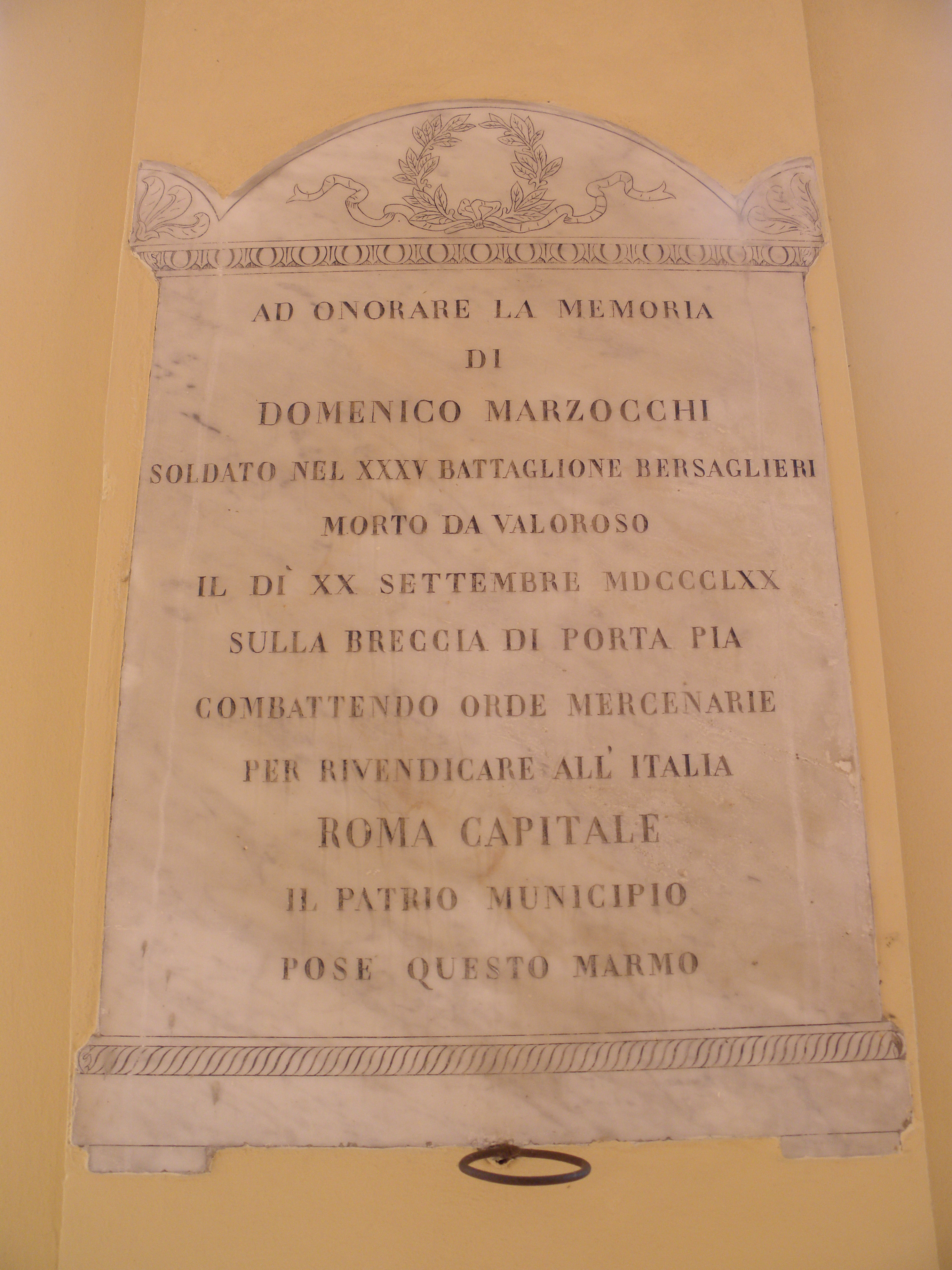
Stele ricordante il bersagliere Domenico Marzocchi, del XXXV battaglione, morto sulla breccia di Porta Pia

### Costituzione
È il 24 gennaio 1861 quando Vittorio Emanuele II emana i Decreti con le disposizioni per l'organizzazione dell'Armata  per effetto dei quali il 16 aprile a Cuneo con soli compiti amministrativi e disciplinari viene costituito il Comando dei Bersaglieri del V Corpo d'Armata che raggiunge immediatamente la sua nuova sede di Livorno e dal 31 dicembre assume la denominazione di 5º Reggimento Bersaglieri.
Alle sue dipendenze il XIV. XXII, XXIV e il XXIX battaglione, con alcune delle unità che già si erano distinte durante la Campagna centro meridionale del 1860-61 conclusa con l'annessione al Piemonte di alcuni territori del Regno delle Due Sicilie e dei legati pontifici di Marche e Umbria.
Successivamente passano sotto le sue dipendenze i battaglioni XXIII (1865, proveniente dal disciolto 4º Reggimento Bersaglieri), XXXIV (1865, di nuova costituzione), XLV (attivo dal 1866 al dicembre 1870), L (attivo solo tra l'agosto e il dicembre 1866), con il reggimento che prende parte alla terza guerra d'indipendenza.

### Dalla presa di Roma alla guerra in Libia
Il 1 gennaio 1871 cede al 10º Reggimento bersaglieri (di nuova costituzione) i battaglioni XVI, XXXIV, XXXV e XXXVI assumendo una fisionomia operativa con alle sue dipendenze i battaglioni XIV, XXII, XXIV e XXXIX che assumono numerazione I, II, III e IV. Il 16 settembre 1883 vede sciolto il IV battaglione e il 18 giugno 1886 i rimanenti tre tornano alla loro denominazione originale di XIV, XXII e XXIV.
Una sua compagnia nel 1900-1901 prende parte alla spedizione in Cina. Partecipa alla campagna coloniale del 1895 con 17 ufficiali e 451 uomini, alla campagna di Libia del 1911. Il 1 ottobre 1910 incorpora il V battaglione ciclisti attivo fino al novembre 1919.

### Guerra 1915-1918
All'inizio delle ostilità 1915-18 costituisce il LXXII Reparto d'Assalto Bersaglieri e il XLVII battaglione autonomo. Il suo XXII battaglione che allo scoppio della prima guerra mondiale era impegnato nella Campagna di Libia, viene sostituito in seno al Reggimento dal XLVI battaglione (che fino al dicembre 1915 assumerà numerazione XXII bis). Nel corso del conflitto l'unità sarà impiegata in seno a divisioni di fanteria fino al 1º marzo 1918 quando verrà inquadrata insieme al 19º Reggimento Bersaglieri dando vita alla V Brigata Bersaglieri.
Il V Battaglione ciclisti opererà invece per l'intero conflitto come unità autonoma, guadagnando sul Carso una medaglia d'argento al V.M. per i combattimenti presso Q.144 ad est di Monfalcone e una medaglia di bronzo al V.M. per la difesa di Monte Melago.
Al termine del conflitto il 5º Reggimento Bersaglieri rimane in Venezia Giulia fino al 20 maggio 1920 quando viene trasferito nella sua nuova sede a Mantova. In luglio avendo sciolto il XLVI battaglione e avendo lasciato il XIV battaglione in sede, il Reggimento con il solo XXIV battaglione torna al confine orientale dove ricevuti i battaglioni VIII e XII (provenienti rispettivamente dal 7º ed 8º Reggimento) forma unitamente al 11º Reggimento Bersaglieri una brigata provvisoria col compito di vigilare la linea di armistizio.

### Tra le due guerre
Il 5 febbraio 1921, restituiti i battaglioni VIII e XII ai reggimenti di provenienza, l'unità raggiunge la nuova sede ad Imperia. Il 23 aprile 1923 essendo tornato effettivo il XXIV battaglione (ridotto a quadro nel 1922) il Reggimento è formato dai battaglioni XIV e XXIV ed effettivi del XLVI ricostituito in formazione quadro (ma nuovamente sciolto l'anno successivo). Nel luglio 1924 il 5º Reggimento è trasformato in reggimento ciclisti e il XXIV battaglione prende il numerico XXII. La legge ordinativa 11 marzo 1926 ne conferma la composizione: comando, battaglioni XIV e XXII e deposito.
Il 19 marzo 1936 il XIV battaglione diventa motomitraglieri mentre il XXII battaglione autoportato. Assegnato alla I° Brigata Motomeccanizzata (che nel 1937 diverrà Brigata Corazzata). Il 15 luglio 1937 altre variazioni: il Reggimento oltre ai due battaglioni motorizzati (XIV e XXII) inquadra una compagnia motociclisti, due compagnie controcarri da 47/32 autocarrate e un autoreparto.

### Seconda guerra mondiale
Il 7 aprile 1939 il XIV battaglione sbarca a Durazzo. Dal 20 aprile il 5º Reggimento unitamente al 31º Reggimento fanteria carrista e al 131º Reggimento artiglieria corazzata è inquadrato nella Divisione corazzata Centauro. Il 28 ottobre 1940 il 5º Reggimento si ricongiunge al XIV battaglione e dà seguito al tentativo di invasione della Grecia operando con efficacia a Ponte Perati, Daliana, Delvinaki e Borgo Tellini. Nel marzo 1941 operando sul fronte albanese-iugoslavo conquista Spalato, Ragusa e Cettigne. E di nuovo sul fronte greco occupando nell'aprile del 1941 Argirocastro. Lo stesso mese i suoi due battaglioni fanno ritorno in Albania.
Dal 1º settembre 1941 muta organico comprendendo il XIV e il XXIV battaglione autoportato, il XXII battaglione armi di accompagnamento e contraerei, una compagnia motociclisti, autoreparto. Nel dicembre 1942 viene destinato in Africa Settentrionale dove prende parte alla battaglia del passo di Kasserine, di quello di Hamura. Mantenendo per due settimane le posizioni ad El Guettar e ad El Mareth e sostenendo per giorni combattimenti corpo a corpo nel settore di Kairouan. Il 30 aprile 1943 il 5º Reggimento è ridotto a 500 uomini. Nei combattimenti a sud ovest di Tebessa cade il Comandante del Reggimento Col. Bonfatti M.A.V.M.
Aggregati alla V Armata tedesca (5. Panzerarmee) il 5º, il 10º Reggimento Bersaglieri e il battaglione Bafile del San Marco combattono fino all'esaurimento delle munizioni. Alle 18.00 dell'13 maggio 1943 in Tunisia termina con la resa dei pochi superstiti la battaglia di Capo Bon e con essa la storia del 5º Reggimento Bersaglieri.

#### Lo scioglimento
È lo stesso ultimo Comandante di quanto rimane del 5º e 10º Reggimento Bersaglieri, Magg. Mario Romagnoli, a descrivere come avvenne la resa il 13 maggio:
La resa fu degna delle nostre tradizioni. Il nemico (truppe americane) inviò un parlamentare con bandiera bianca, accompagnato da un Ufficiale tedesco con l'ordine di resa emanato dal Comandante della piazza di Biserta. Ero in posizione con i superstiti di due Reggimenti, circa 600 uomini, su di una piccola quota. Il parlamentare mi invitò ad andare da lui. Rifiutai. Se voleva parlarmi doveva venire lui da me. Venne. Mi intimò la resa mostrandomi l'ordine del Generale Comandante la piazza di Biserta. Rifiutai la resa incondizionata ed esposi le mie condizioni. Il parlamentare se ne andò. Riunii i bersaglieri, feci loro un breve discorso. Lacerai la bandiera, dopo averla fatta baciare agli Ufficiali e ne distribuii un pezzetto ciascuno. Il parlamentare tornò. Quanto avevo richiesto fu concesso. Potei far distruggere le armi. Entrammo nelle file nemiche in perfetto ordine: 4 motociclisti, la mia macchina con l'Aiutante Maggiore Tenente Ercolani e il cappellano. Una colonna di camion miei, nascosti e salvati dall'offensiva nemica, con tutti i bersaglieri, fiancheggiata dai miei motociclisti. Così, in un deserto africano sfilai alla testa dei miei bersaglieri davanti ai nemici che, irrigiditi sull'attenti, presentarono le armi. Raggiunsi il campo di concentramento di Mateur_i miei bersaglieri furono posti in un recinto isolato e poterono provvedere al servizio di ordine e vettovagliamento con i miei Ufficiali. Un Generale americano mi espresse il suo compiacimento per l'ordine e la disciplina dei miei uomini. Dopo tre giorni fummo divisi. Così finì la guerra tunisina sul fronte di Biserta".

## Campagne di guerra e fatti d'arme
Campagna Centro Meridionale (1860-61): 
- Stato Pontificio: Perugia, Ancona;
- Regno delle Due Sicilie: Mola di Gaeta, Gaeta;

Terza guerra d'indipendenza (1866): Ponte di Versa
Presa di Roma (1870): XVI, XXXVI, XXXIV e XXXV btg.
Eritrea (1895-96): concorre alla formazione dei btg. I, II, IV e V con 17 uff. e 451 soldati. I e II btg.: Adua
Cina (1900-01): 7ª Compagnia inquadrata nel corpo internazionale
Libia (1911-12): fornisce a corpi e servizi mobilitati 5 uff. e 431 soldati
Prima Mondiale (1915-18):
- 1915: Isonzo: S.Lucia, Alture di Potzelo (feb-apr) - M.Mrzli (nov)
- 1916: Isonzo: Dolje, M.Mrzli, M.Vodil (feb-apr) - Asiago: M.Lemerle, Magnaboschi, Kaberlaba (giu) - Carso: Monfalcone, q.85, q.121 (ago), Nova Vas, q.208, Jamiano, q.144 (sett)
- 1917: M.Gallio, M.Sisemol, M.Melago, Col. del Rosso (nov-dic)
- 1918: M.Valbella (giu), Sernaglia

Africa Orientale (1935-36): trasferisce al 3º Reggimento Bersaglieri 51 soldati
Albania (1939): comando reggimento e XIV btg.
Seconda Mondiale (1940-43):
- 1940-41: fronte albanese-jugoslavo
- 1942-43: Africa settentrionale - Libia, Tunisia

## Sedi
- Cuneo (1861)
- Livorno (1861-72)
- Capua (1872-75)
- Napoli (1875-79)
- Ravenna (1879-82)
- Torino (1882-87)
- Palermo (1887-91)
- Treviso (1891-95)
- Roma (1895-1901)
- Bologna (1901-08)
- Ancona (1908-14)
- San Remo (1914-15)
- Istria (1919)
- Trieste (1919-20)
- Mantova (1920-21)
- Imperia (1921-27)
- Siena (1927-43)

## Comandanti
- Col. Ernesto Fioruzzi
- Col. Giuseppe Ratti
- Col. Federico Bosco di Ruffino
- Col. Lucchino del Mayno
- Col. Felice Sismondo
- Col. Michele del Giudice
- Col. Giovanni Sitzia
- Col. Giuseppe Mignone
- Col. Pietro Frugoni
- Col. Enrico Ventura
- Col. Alessandro Panizzardi
- Col. Giuseppe Testori
- Col. G.Battista Gamerra
- Col. Gino Gotti
- Col. Adolfo Marchetti
- Col. Giulio Latini
- Col. Sigimondo Monesi
- Col. Eugenio di Maria
- Col. Enrico Novelli
- Col. Roberto Raggio
- Col. Giovanni Madon
- Col. Alberto Angiolini
- Col. Giacinto Melchioni
- Col. Vincenzo Robaudi
- Col. Gregorio Disperati
- Col. Giuseppe Ulbrich
- Ten. Col. Enrico Boaro (int.)
- Col. Augusto Vacani
- Col. Livio Anelli
- Col. Nicolangelo Carnimeo
- Col. Mario Fattori
- Col. Enrico Duranti
- Col. Ugo Rao-Torres
- Col. Gioacchino Solinas
- Col. Giuseppe Azzaro
- Col. Alfredo Ramondini
- Col. Luigi Bonfatti
- Col. Vincenzo Vittoria

## La bandiera al 14º Battaglione bersaglieri

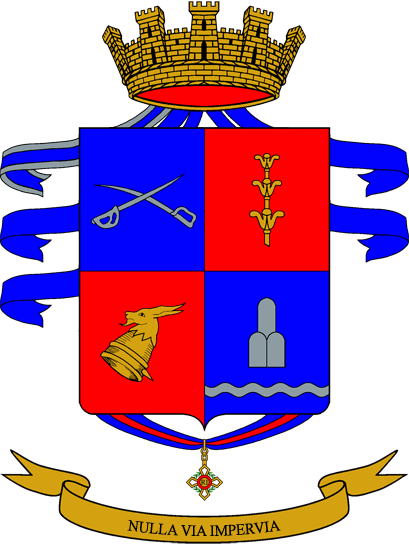
Stemma araldico del 14° Btg.Bers. "Sernaglia"

Il 15 aprile 1977 dalla trasformazione del distaccamento del 16º Battaglione fanteria "Savona" venne costituito ad Albenga presso la caserma "Piave" il 14º Battaglione bersaglieri "Sernaglia" al quale vengono affidate la bandiera e le tradizioni del 5º Reggimento Bersaglieri. La bandiera di guerra è stata assegnata al battaglione con Decreto del presidente della Repubblica14 n.° 173 del 14 marzo 1977, pubblicato sulla Gazzetta Ufficiale n.° 124 del 9 maggio 1977.
Il 14º Battaglione bersaglieri "Sernaglia" era intitolato al nome della battaglia decisiva che nel novembre 1918 aprì la strada alle truppe italiane per Vittorio Veneto.
Il 14º Battaglione bersaglieri "Sernaglia" svolse compiti di addestramento per le truppe destinate alle unità delle Divisioni corazzate "Ariete" e "Centauro". L'unità venne soppressa il 30 dicembre 1989.
La bandiera del 14º Battaglione che fu del 5º Reggimento Bersaglieri è custodita dal 20 dicembre 1989 presso il Sacrario delle bandiere del Vittoriano in Roma.
Il 14° Battaglione Bersaglieri "Sernaglia" è stato di stanza nella Caserma "Piave" di Albenga (SV) dal 1977 al 1989. Il 19 settembre 2019 il Comune di Albenga ha concesso l'utilizzo del giardino di Piazza Berlinguer per l'inaugurazione di un cippo, a futura memoria, dedicato al 14°. All'evento erano presenti il Sindaco della Città, Dott. Riccardo TOMATIS e il Generale dei Bersaglieri Ennio BETTI, ultimo Comandante del 14°.
L'Amministrazione Comunale di Sernaglia della Battaglia (TV) con deliberazione n. 6 del 28 febbraio 2024 del Consiglio Comunale ha conferito la cittadinanza onoraria "alla memoria" al 14º Battaglione Bersaglieri con la seguente motivazione: "Per rendere il giusto onore a tutti i militari che, negli anni, hanno portato il nome del nostro Paese con orgoglio". Il Sindaco Dott. Mirco Villanova ha consegnato il prestigioso riconoscimento nelle mani del Generale dei Bersaglieri Ennio Betti, ultimo Comandante del 14°, con una cerimonia svoltasi il 24 marzo 2024 in Falze' di Piave (TV).

## Comandanti (14º Battaglione)
- Ten. Col. Piero CAROSIO - 15 aprile 1977 - 31 agosto 1978[2]
- Ten. Col. Giovanni PALMISANO - 1 settembre 1978 - 3 agosto 1981
- Ten. Col. Giuseppe FARINA - 4 agosto 1981 - 3 agosto 1983
- Ten. Col. Carlo SORDI - 4 agosto 1983 - 31 agosto 1985
- Ten. Col. Mauro RAPISARDA - 1 settembre 1985 - 31 gosto 1986
- Ten. Col. Fabio SANTOMAURO - 1 settembre 1986 - 31 agosto 1988
- Ten. Col. Ennio BETTI  - 1 settembre 1988 - 15 dicembre 1989

## Onorificenze

### Alla Bandiera di Guerra
La bandiera di guerra del 5º Reggimento bersaglieri è stata insignita, nel corso della sua storia, delle seguenti onorificenze:

### Individuali

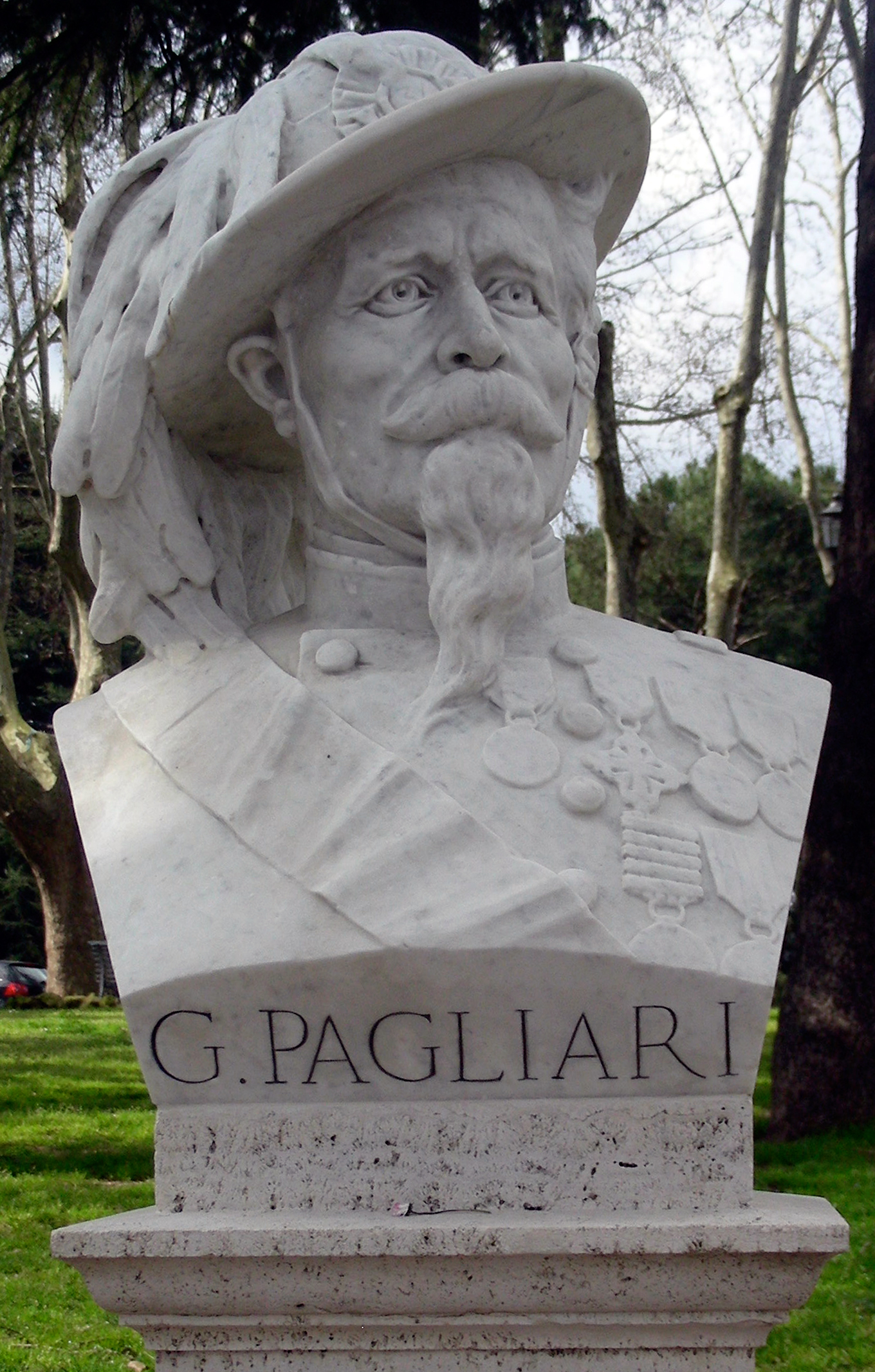

- Capitano Alessandro Grosso Campana (XIV btg.): Mola di Gaeta, 4 novembre 1860
- Maggiore Pietro Brunetta d'Usseaux (XXIV btg.): Palermo, 19 settembre 1866
- Maggiore Giacomo Pagliari (XXXIV btg.): Roma, 20 settembre 1870
- Sottotenente Aldo Fiorini: Vizakulit (Albania), 16 novembre 1940
- Capitano Bernardino Biagini: Ponticatis (fronte greco), 24 novembre 1940
- Tenente Mario Musco (fronte greco), novembre 1940